# 잉그리아

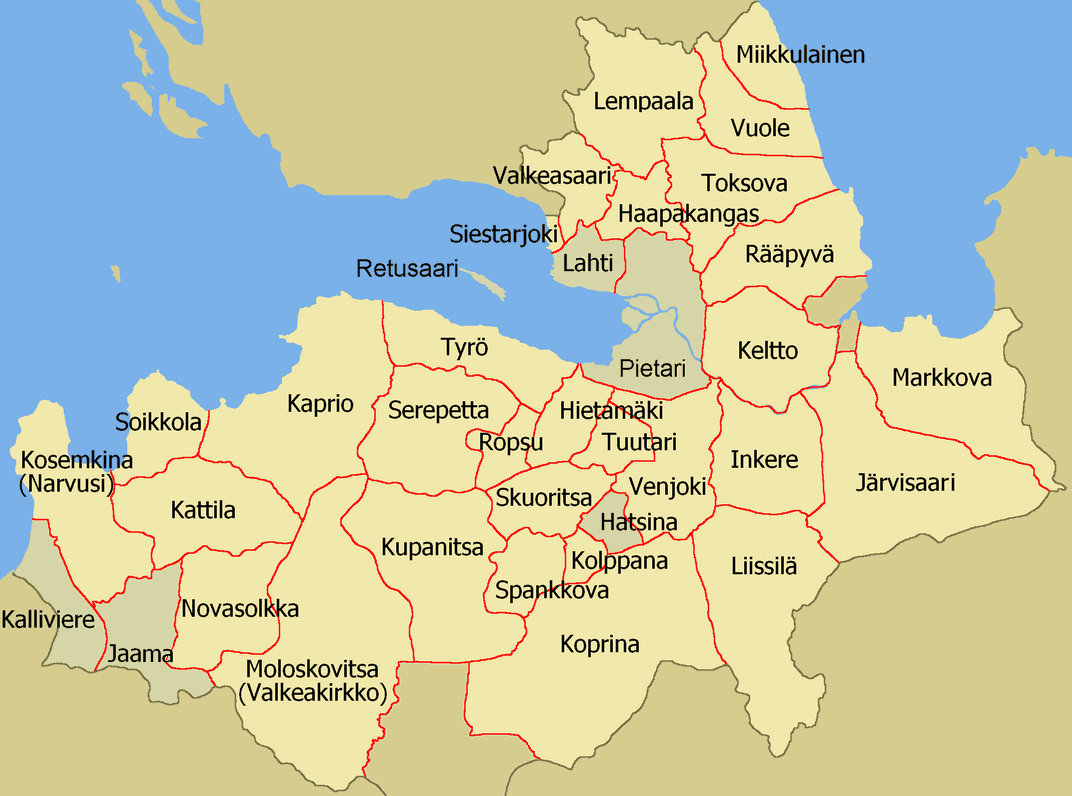

북잉그리아의 기

잉그리아(Ingria)은 네바강 유역의 핀란드만, 나르바강, 페이푸스호, 라도가호에 둘러싸여 북쪽으로는 역사적으로 핀란드 지역에 속하던 카렐리아 지협, 서쪽으로는 에스토니아에 인접한 역사적 지역을 가리키는 명칭이다. 스웨덴어로 잉에르만란드(Ingermanland), 핀란드어로 잉케리(Inkeri), 러시아어로 이조라(Ижора) 또는 인게르만란디야(Ингерманландия)로 불린다.
현재 러시아의 상트페테르부르크를 중심으로 한 지역에 해당한다. 과거에 핀인 계통의 이조리아인, 보트인 부족들이 살았으나, 키예프 루스와 노브고로드 공화국의 확장에 따라 동방 정교회로 개종하고 서서히 루스 문화권으로 편입되었다. 스웨덴과 러시아 사이에 벌어진 잉그리아 전쟁의 결과, 스톨보보(Stolbovo) 조약에 의해 스웨덴 영토로 편입되어 핀란드인이 다수 유입되었고, 이후 이들의 후손은 잉그리아인으로 불리게 된다. 1710년 러시아가 정복하여 상트페테르부르크 구역으로 재편성되었다.

## 같이 보기
- 카렐리야
- 잉그리아인